# إلين كاليو
إلين كاليو (بالفنلندية: Elin Kallio) هي لاعبة جمباز فني فنلندية، ولدت في 23 أبريل 1859، وتوفيت في 25 ديسمبر 1927.